# Rozdolne (Rozdolne, Crimea)
Rozdolne (en ucraniano: Роздольне, en ruso: Раздольное, en tártaro de Crimea: Aqşeyh) es una ciudad situada en la parte ubicado en la parte noroeste de la península de Crimea, en las tierras bajas de Crimea. Es el centro administrativo del Raión de Rozdolne dentro de la República Autónoma de Crimea de Ucrania o República de Crimea de Rusia.